# Émile Alexandre Herbillon
Pour les articles homonymes, voir Herbillon.
Alexandre Émile Herbillon, né à La Rochelle le 7 janvier 1825 et mort à Paris le 5 février 1893, à l’âge de 68 ans, est un colonel français.

## Biographie

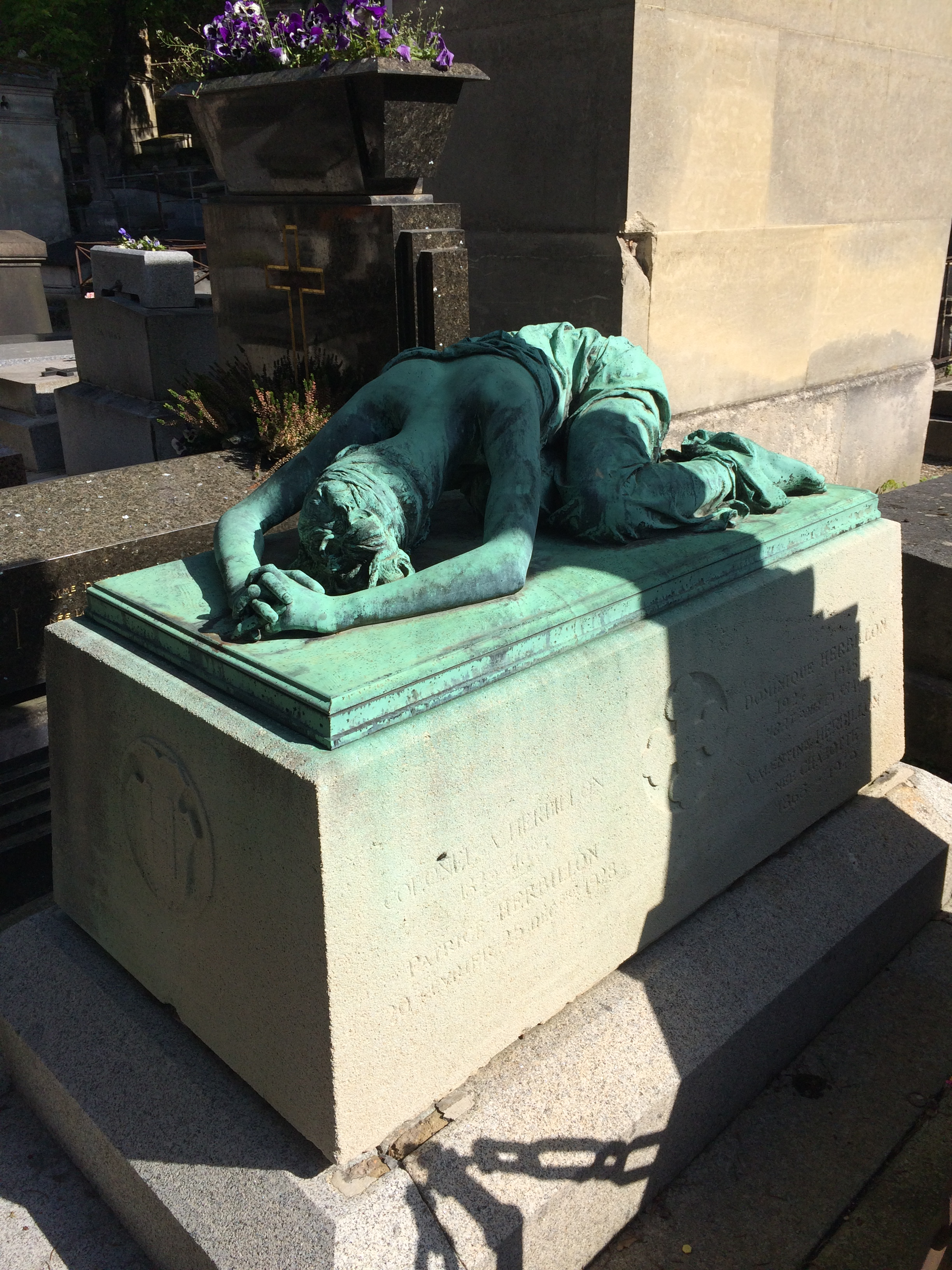
Tombe d'Émile-Alexandre Herbillon au cimetière de Montmartre, div. 5, à Paris.

Fils du général Émile Herbillon, le héros de Zaatcha et de Tracktir, dont la famille habite encore Châlons et les environs (en 1894). Émile Herbillon avait gagné ses grades en Afrique du Nord jusqu'à celui de chef de bataillon au 136e régiment d'infanterie.
En 1870, il prit part au siège de Metz en qualité de lieutenant-colonel et, après le retour de captivité, en 1873, il est fait colonel du 136e régiment d'infanterie de ligne et prend sa retraite en 1877. Il est chevalier de la Légion d'honneur le 20 janvier 1855 puis officier le 20 octobre 1869.
Il laisse un fils lieutenant au 4e hussards, Émile Emmanuel Herbillon.